# Vena hage
Vena hage är ett naturreservat i Nora kommun i Örebro län.
Området är naturskyddat sedan 2017 och är 16 hektar stort. Reservatet består av öppna betesmarker och ängsmark. Sedan 2004 finns det en damm i mitten av reservatet.